# Neottia × veltmanii
Neottia × veltmanii är en orkidéart som först beskrevs av Frederick W. Case, och fick sitt nu gällande namn av Norbert Baumbach. Neottia × veltmanii ingår i släktet näströtter, och familjen orkidéer. Inga underarter finns listade i Catalogue of Life.